# 雷神

雷神図（尾形光琳）

雷神（らいじん、いかづちのかみ）は、日本の民間信仰や神道における雷の神。「雷様（かみなりさま）」「雷電様（らいでんさま）」「鳴神（なるかみ）」「雷公（らいこう）」とも呼ばれる。

## 神話
|      |      | 古事記               | 日本書紀                       |
| ---- | ---- | -------------------- | ------------------------------ |
| 頭部 | 頭部 | 大雷（おおいかづち） | 大雷（おおいかづち）           |
| 胸部 | 胸部 | 火雷（ほのいかづち） | 火雷（ほのいかづち）           |
| 腹部 | 腹部 | 黒雷（くろいかづち） | 土雷（つちいかづち）           |
| 陰部 | 陰部 | 柝雷（さくいかづち） | 裂雷（さくいかづち）           |
| 手   | 左手 | 若雷（わきいかづち） | 山雷（やまいかづち、やまつち） |
| 手   | 右手 | 土雷（つちいかづち） | 山雷（やまいかづち、やまつち） |
| 足   | 左足 | 鳴雷（なるいかづち） | 野雷（ぬのいかづち、のつち）   |
| 足   | 右足 | 伏雷（ふしいかづち） | 野雷（ぬのいかづち、のつち）   |
| 背   | 背   | －                   | 稚雷（わかいかづち）           |
| 尻   | 尻   | －                   | 黒雷（くろいかづち）           |

### 古事記
『古事記』創世編では、火之迦具土神を生んだ事で女陰を焼いて死んだ妻の伊邪那美命を追って伊邪那岐命が黄泉の国に下った際、伊邪那美命は黄泉の国の食物を食べた事により戻る事が出来ない、と伊邪那岐命に応じた。しかしせっかく自分を追って黄泉まで来た伊邪那岐命のために、黄泉の神へ談判しに御殿へ行くので決して覗かないでください、と言った。その後に何時まで経っても戻られぬ伊邪那美命の事が気になり、伊邪那岐命は櫛の歯に火を点けて御殿に入った。
そこで伊邪那岐命は、体に蛆が集かり、頭に大雷、胸に火雷、腹に黒雷、女陰に拆雷、左手に若雷、右手に土雷、左足に鳴雷、右足に伏雷の八柱の雷神（八雷神）が生じている伊邪那美命の姿を見た。
伊邪那美命の変わり果てた姿に恐れおののいた伊邪那岐命は黄泉の国から逃げ出したが、醜い姿を見られた伊邪那美命は恥をかかされたと先ずは予母都志許売に、次に八雷神に千五百の黄泉軍を従わせて伊邪那岐命を追わせた。伊邪那岐命は後ろ手に長剣を振りつつ逃げ、黄泉比良坂に至ったときに、桃の実を3個投げると軍勢は退散した。

### 日本書紀
『日本書紀』第五段一書（九）では、火の神（軻遇突智、火産霊）を産んだときに、その火に焼かれて死んでしまった伊邪那美命に会うため、伊邪那岐命は殯斂の宮に行く。伊邪那美命は生きていたときと同じように伊邪那岐命を迎えると「どうか私の姿を見ないでください」と言い、あたりは闇に包まれた。伊邪那岐命は一つ火を照らすと、伊邪那美命の体は腐って膨れ、体の上には八種の雷神（八色雷公）が憑いていた。
驚いた伊邪那岐命は走って逃げ帰ると、雷神たちが追いかけてきた。逃げる途中にあった桃の木から実を取って雷神たちに投げつけると、雷神たちは逃げてしまった。伊邪那岐命は杖を投げて「こっちには雷神は来られない」と言い投げた杖が、岐神になった。
この時伊邪那美命の体にあった八種の雷神というのは、首に大雷、胸に火雷、腹に土雷、背に稚雷、尻に黒雷、手に山雷、足に野雷、女性器に裂雷と呼んだ。

## 民間伝承

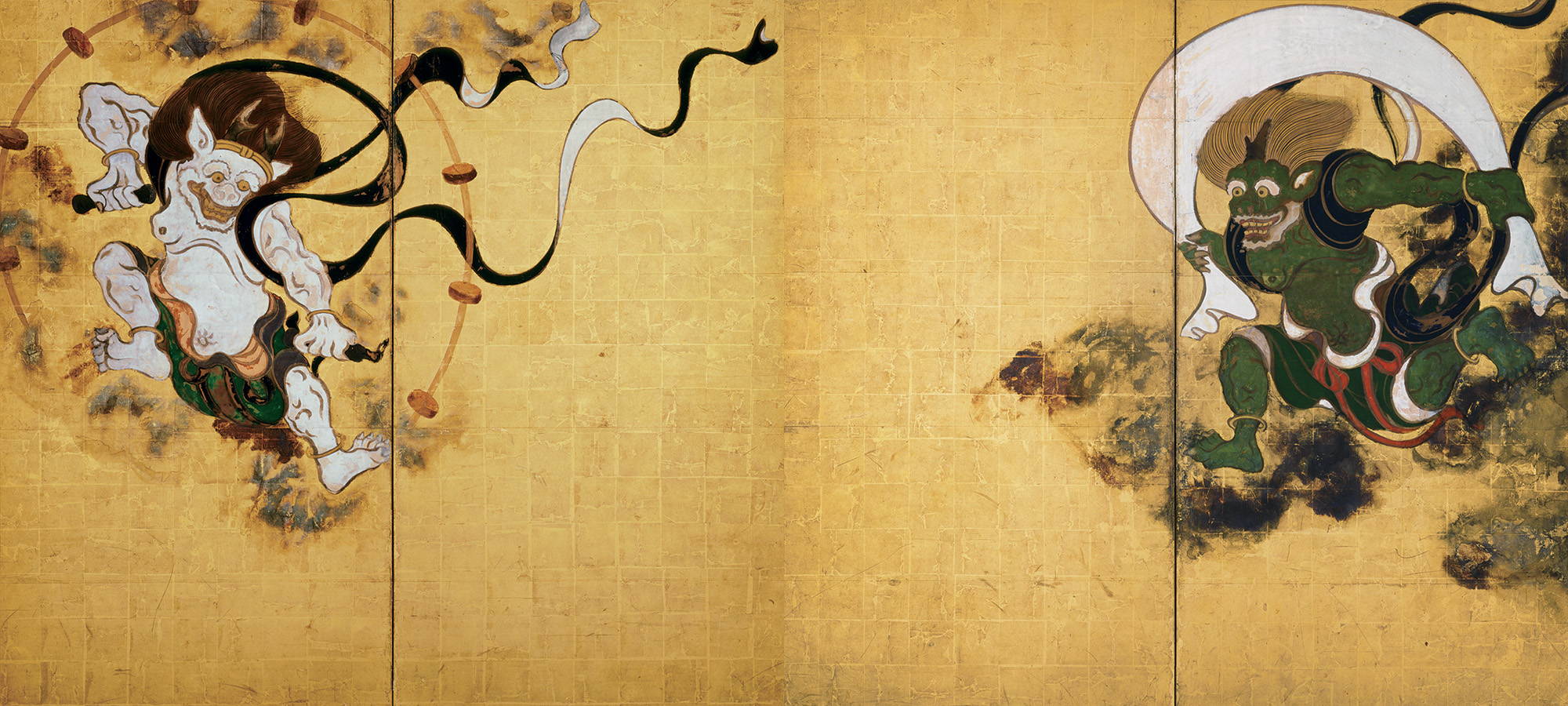
風神と対で描かれることが多い - 風神雷神図（俵屋宗達）

菅原道真は死して天神（雷の神）になったと伝えられる。民間伝承では惧れと親しみをこめて雷神を「雷さま」と呼ぶことが多い。雷さまは落ちては人のヘソをとると言い伝えられている。日本の子供は夏に腹を出していると「かみなりさまがへそを取りにくるよ」と周りの大人から脅かされる。
雷さまから逃れるための方法は、蚊帳に逃げ込むことや、桑原（くわばら：菅原道真の亡霊が雷さまとなり、都に被害をもたらしたが、道真の領地の桑原には雷が落ちなかったと言う伝承から由来）と唱えることなどが伝えられる。
対になる存在としては風神が挙げられる。
『日本書紀』推古天皇26年条には、天皇の命で船を造るため、安芸国において船材を探しに山に入ったところ、良い材があったため切ろうとした。ある人が「雷神の宿る木ゆえ、切ってはならない」といって止められるも、天皇の命ゆえといって、強行して切ったところ、大雨となり、落雷が起きた。その後、「天皇の民を犯すのは恥だぞ」と言って雷神を鎮めると、小さな魚となった雷神が木の股に挟まれていたため、焼魚にして食べたという話が記述されている。

## 姿かたち

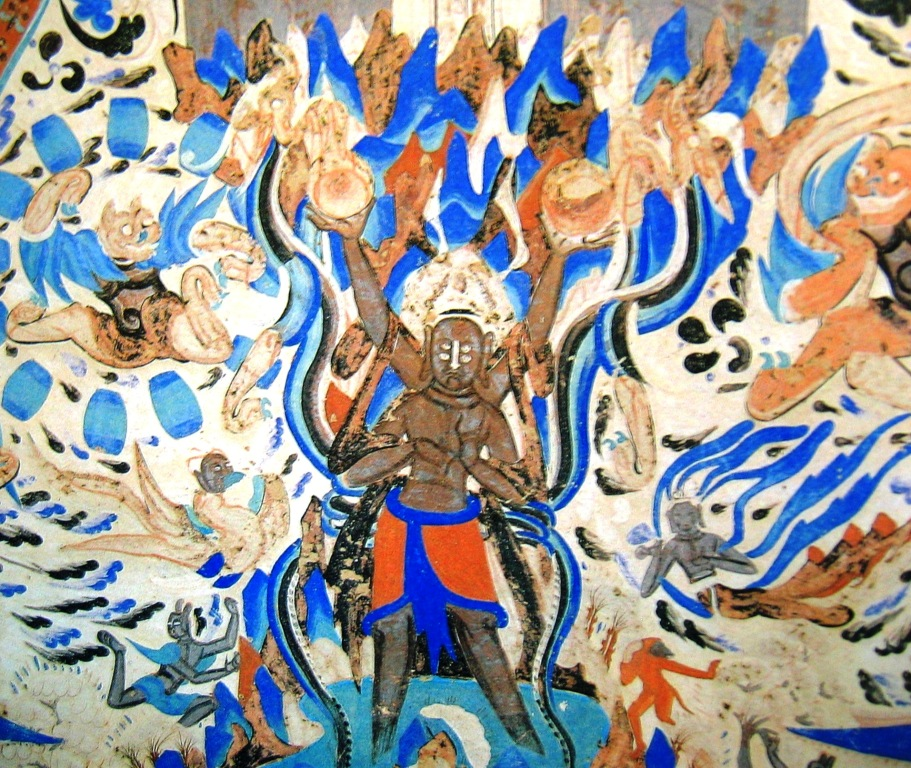
右上に風袋を掲げた風神、左上にリング状に太鼓を並べた雷神の姿形が見える。（6世紀、敦煌莫高窟 第249窟）

日本では俵屋宗達の風神雷神図（屏風）を代表例に、雷さまは鬼の様態で、牛の角を持ち虎の革のふんどしを締め、太鼓（雷鼓）を打ち鳴らす姿が馴染み深い。この姿は鬼門（艮＝丑寅：うしとら）の連想から由来する。雷が落ちる時「雷獣」という怪獣が落ちてくるともいう。
大津絵のなかでは雷さまは雲の上から落としてしまった太鼓を鉤で釣り上げようとするなどユーモラスに描かれている。

## 寺社の祭神

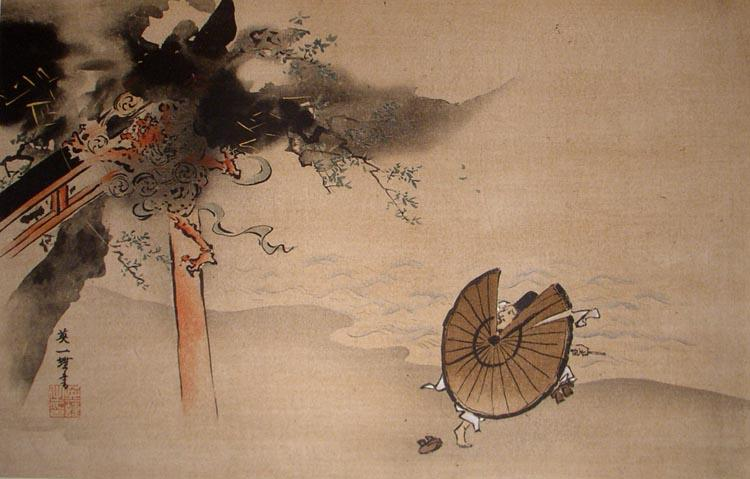
雷神（英一蝶・画）

- 上賀茂神社（賀茂別雷神社） - 賀茂別雷神（かもわけいかづちのかみ）
- 天満宮 - 天満大自在天神（てんまんだいじざいてんじん）・火雷天気毒王（からいてんきどくおう）
- 鹿島神宮 - 建御雷神（たけみかづち）
- 春日大社 - 建御雷神
- 塩竈神社・左宮 - 建御雷神
- 雷電神社 - 火雷神（ほのいかづちのかみ）・大雷神（おおいかづちのかみ）・別雷神（わけいかづちのかみ） など
- 加波山神社本宮・中宮・親宮 - 「八雷神（やついかつちのかみ）」
- 上之村神社（雷電神社）- 大雷神（おおいかづちのかみ）
- 冨士神社（封込神社）―雷神（らいじん）配祀神

## 歴史・文学の中の雷神
- 古事記：建御雷神ほか
- 季語：雷神は 「雷」「霹靂神（はたたがみ）」「雷鳴」などと同じく「晩夏」の季語である。
- 能「雷電」は後シテが雷神である。
- 歌舞伎演目の「鳴神（なるかみ）」は「雷神不動北山桜（なるかみふどうきたやまざくら）」の一部

## 世界の雷神
「シュメールのイシュクル（シュメール語: 𒀭𒅎または𒀭𒉎または𒀭𒅏 - DIM - Ishkur）」「アッカドのアダド（アッカド語: Adad）」「ウガリットのハッドゥ（ウガリット語: 𐎅𐎄𐎆 - hdw [haddu]）」「カナン/古代エジプトのバアル」「ヒッタイトのen:Teshub/インドラ」「ヴェーダの宗教/ゾロアスター教/バラモン教/ヒンドゥー教のインドラ」「ギリシア神話のゼウス」「ローマ神話のユーピテル」「北欧神話のトール」など、世界各地の神話に「雷の神」が現れる。
アイヌ文化では龍と雷は同一視されるため、雷神と龍神は同一の存在とされる。アイヌ民族の祖とされるアイヌラックルの父親カンナカムイも雷神であり龍神とされる。ポンヤウンペが持つクトネシリカの鍔には雄、鞘には雌の龍神が宿っているとされる。短気な性格とされ、カンナカムイの視点で謡われるカムイユーカラには、アイヌの村を訪れた際に自らを敬わない者がいたことに怒って村を焼き、その後に後悔するというものがある。
中国では「雷公（Lei Gong）」「雷師」「雷祖」などと呼ばれている（en:List of thunder gods）。